# Big Jim Garrity
Big Jim Garrity er en amerikansk stumfilm fra 1916 af George Fitzmaurice.

## Medvirkende
- Robert Edeson som Jim Garrity
- Eleanor Woodruff som Sylvia Craigen
- Carl Harbaugh som Dawson
- Lyster Chambers som Dr. Hugh Malone
- Charles Compton som Sam Craigen